# Dol Dol Bolāghī
Dol Dol Bolāghī (persiska: دل دل بلاغی, Doldol Bolāghī) är en ort i Iran.   Den ligger i provinsen Västazarbaijan, i den nordvästra delen av landet, 400 km väster om huvudstaden Teheran. Dol Dol Bolāghī ligger 2 041 meter över havet och antalet invånare är 115.
Terrängen runt Dol Dol Bolāghī är kuperad.Runt Dol Dol Bolāghī är det ganska tätbefolkat, med 78 invånare per kvadratkilometer. Närmaste större samhälle är Takāb, 18,5 km sydost om Dol Dol Bolāghī. Trakten runt Dol Dol Bolāghī består i huvudsak av gräsmarker.